# 満洲国協和会
満洲国協和会（まんしゅうこくきょうわかい）は、満洲国における官民一体の国民教化組織。
関東軍司令部によれば、協和会は「旧東北軍権の暴政」に反発して結成された自治指導部等の建国運動の勢力が日本軍の「指導下」に入ってできたものとされた。
後の日本の大政翼賛会などの新体制運動に影響を与えたとされる。

## 概要

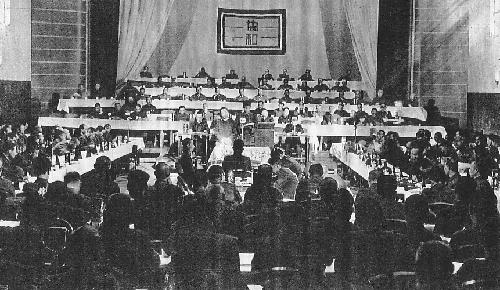
協和会の連合協議会

満洲事変以後、中華民国からの分離独立や王道政治に基づく新国家建設の理念を説いた于冲漢らの自治指導部が協和会の起源である。満洲国建国に至り、自治指導部は解散したが、このうち合流していた大雄峯会（主に資政局に流れた）の中野琥逸、満洲青年連盟の山口重次、小澤開作、于沖漢の子于静遠、阮振鐸らが奉天忠霊塔前で「満洲国協和党」を結成、軍司令部の石原莞爾と板垣征四郎から設立準備金2万円が拠出され、さらに結党宣言と綱領を監督した板垣・石原のブレーン宮崎正義の「ソ連や中国国民党と同じく、政府が補助金を出すべきだ」との提案により年額120万円が国庫から支弁されることになり、協和党という名称に反対した愛新覚羅溥儀の意向もあって溥儀を名誉総裁とする満洲国協和会に改組された。
石原莞爾は溥儀と関東軍に代わる満洲国の「将来の主権者」として協和会による一党独裁制（一国一党）を公然と目指していた。しかし、協和党から協和会への改組当初より小磯國昭らが山口や小澤ら旧協和党の古参を排除して関東軍と日系官吏による「内面指導」を強化して教化団体化を図り、特に協和会中央本部の甘粕正彦や古海忠之らと協和会東京事務所を拠点とする石原一派の対立からはその存在意義は変質して日中戦争を機に国家総動員体制を担いはじめた。1937年7月に協和会青年訓練所、1937年8月に協和義勇奉公隊、1938年6月に協和青少年団を創設、1940年からは分会と連携して全住民や各家庭に浸透させる隣組を設置、1941年4月に各県長や各省長が地方の協和会の本部長を兼任することになり、政府行政と完全に一体化した（これは道府県支部長を道府県知事が兼任した大政翼賛会と同様である）。
協和会の基本的単位は「分会」で、地域毎に設立された。そして、各地方行政機関ごとに本部が設置され、これらの分会を統括した。開設されなかった立法院に代わり、分会代表が参集した連合協議会が実質的に民意を汲み取る機関として期待された。
機関紙としては、「工作月報」や「協和会誌」や「協和運動」が存在した。「工作月報」は1935年12月から1936年6月まで、「協和会誌」は改組で1936年7月から途中で休刊となり、「協和運動」は1939年9月の創刊から1945年4月までが確認されている。
1945年8月にソ連軍による満洲侵攻と日本の太平洋戦争敗戦によって満洲国支配体制は終了し、協和会は解散した。

## 幹部
結成（1932年、大同元年）時点の幹部人事
- 名誉総裁：愛新覚羅溥儀
- 名誉顧問：本庄繁
- 会長：鄭孝胥
- 事務局長：謝介石
- 事務局次長：中野琥逸
- 中央本部長：橋本虎之助

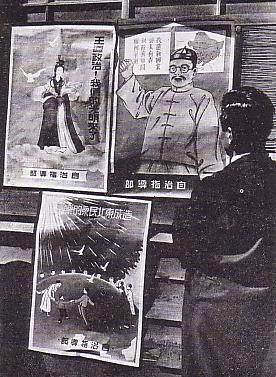
自治指導部の宣伝ポスター

- 名誉理事：橋本虎之助、駒井徳三、板垣征四郎等

執政（後皇帝）が名誉総裁（名誉会長）を、国務院総理（後国務総理大臣）が会長を兼務した。

## 綱領
満洲帝国協和会は唯一永久、挙国一致の実践組織体として政府と表裏一体となり
- 建国精神を顕揚し
- 民族協和を実現し
- 国民生活を向上し
- 宣徳達情を徹底し
- 国民動員を完成し

以って建国理想の実現、道義世界の創建を期す。

## 参考書籍
- 貴志俊彦『満洲国のビジュアル・メディア――ポスター・絵はがき・切手』吉川弘文館、2010

### 関連人物
- 橋本虎之助（協和会中央本部長、名誉理事）
- 三宅光治（協和会中央本部長）
- 甘粕正彦（協和会総務部長）
- 古海忠之（協和会指導部長）
- 和田勁（協和会監査部長）
- 古市春彦（協和会総務部長、企画部長）
- 板垣守正（協和会中央本部宣伝科主任）
- 辻政信
- 小澤開作
- 小塚光彦
- 武藤富男（協和会中央本部宣伝科長）